# Pylopagurus holmesi
Pylopagurus holmesi is een tienpotigensoort uit de familie van de Paguridae. De wetenschappelijke naam van de soort is voor het eerst geldig gepubliceerd in 1921 door Schmitt.